# Макеевский художественно-краеведческий музей
Макеевский городской художественно-краеведческий музей — основан 20 мая 1958 года как краеведческий музей города Макеевки. До 1995 года являлся филиалом Донецкого областного краеведческого музея, затем получил автономный статус и современное название. Расположен в центре города в особняке, построенном в 1912 году.

## О музее
Открытие музея состоялось 15 июля 1959 года.
К середине 1980-х годов в фондах музея находилось около 15 тысяч предметов: это естественно-научные материалы, археология, этнография и предметы быта, вещи, нумизматика, произведения изобразительного и прикладного искусства, фото- и документальные материалы по истории края. Экспозиция размещалась в 11 залах на 719 кв. м и раскрывала темы: Природа края, История края досоветского периода, История края советского периода. Ежегодно музей посещало более 40 тысяц человек.
В настоящее время собрание музея состоит из более 30 тысяч предметов, его значительную часть составляют документальные материалы, среди которых личные архивы выдающихся людей города: Героев Советского Союза Б. К. Панченко, Я. С. Студенникова, В. М. Безценного, И. Ф. Анохина; Героев Социалистического Труда В. И. Плющаковой, В. Т. Сикорского, А. А. Беликова и многих других. В коллекции нумизматиеи находится 3 тысячи экспонатов.
Экспозиция размещена в 5 залах. Самые ценные экспонаты: ашельское рубило и каменный наконечник неандертальца.